# Joris Delle
Joris Delle (Briey, 29 maart 1990) is een Frans voetballer die als keeper speelt.

## Clubcarrière

### Frankrijk
Delle speelde in de jeugd bij Bouligny-Baroncourt, Homécourt en FC Metz. Hij tekende bij laatstgenoemde club op 23 mei 2007 zijn eerste profcontract. Op 20 augustus 2010 debuteerde hij voor FC Metz, met een clean sheet tegen Vannes OC. Delle zette op 2 juli 2012 zijn handtekening onder een vierjarig contract bij OGC Nice. Door de aanwezigheid van David Ospina moest Delle zich tevreden stellen met een plek als reservedoelman bij de Zuid-Fransen. Hij liet zich daarom voor één seizoen verhuren aan Cercle Brugge, dat uitkwam op het hoogste niveau in België. In het seizoen 2015/16 vertrok Delle naar Ligue 2-club RC Lens. Daar speelde hij twintig wedstrijden, alvorens hij de interesse genoot uit Nederland.

### N.E.C.
Hij tekende in augustus 2016 een contract tot medio 2018 bij N.E.C., dat hem transfervrij overnam van RC Lens. In zijn verbintenis werd een optie voor nog een seizoen opgenomen. Hij werd de eerste doelman en nam rugnummer 1 over van Hannes Halldorsson. Hij maakte twee dagen later al zijn debuut in de goal in de seizoensopener tegen PEC Zwolle, dat in 1-1 eindigde. Delle was meteen een vaste waarde onder de lat van NEC. Hij degradeerde op 28 mei 2017 met N.E.C. naar de Eerste divisie. Aan het begin van het seizoen 2017/18 was Delle zijn basisplaats kwijt ten faveure van Joshua Smits. Hij kwam al snel weer in het team maar werd voor de nacompetitie gepasseerd voor Marco van Duin. In 2018 werd in onderling overleg de optie niet gelicht en vertrok Delle uit Nijmegen.

### Feyenoord
Op 6 augustus 2018 ondertekende Delle een eenjarig contract bij Feyenoord waar hij Brad Jones opvolgt in de selectie. Op 3 maart 2019 debuteerde Delle in een officiële competitiewedstrijd tegen FC Emmen. Na 42 minuten kwam hij in het veld voor de geblesseerd geraakte Kenneth Vermeer. Aangezien Justin Bijlow ook al geblesseerd was, kwam Delle aan bod.

### Orlando Pirates
Het contract van Delle bij Feyenoord liep medio 2019 af. Op 24 juni werd bekend dat hij een contract voor drie seizoenen ondertekend heeft bij het Zuid-Afrikaanse Orlando Pirates dat uitkomt in de Premier Soccer League. Delle verloor al snel zijn basisplaats en in oktober 2020 werd zijn nog tot medio 2022 doorlopend contract ontbonden.

### KV Kortrijk
Op 15 juni 2021 tekende Delle een contract voor 2 jaar bij het Belgische KV Kortrijk.

### Clubstatistieken
| Seizoen | Club            | Competitie     | Competitie | Competitie | Beker | Beker | Overig | Overig | Totaal | Totaal |
| Seizoen | Club            | Competitie     | Wed.       | Dlp.       | Wed.  | Dlp.  | Wed.   | Dlp.   | Wed.   | Dlp.   |
| ------- | --------------- | -------------- | ---------- | ---------- | ----- | ----- | ------ | ------ | ------ | ------ |
| 2010/11 | FC Metz         | Ligue 2        | 28         | 0          | 1     | 0     | —      | —      | 29     | 0      |
| 2011/12 | FC Metz         | Ligue 2        | 10         | 0          | 1     | 0     | —      | —      | 11     | 0      |
| 2012/13 | OGC Nice        | Ligue 1        | 14         | 0          | 3     | 0     | —      | —      | 17     | 0      |
| 2013/14 | → Cercle Brugge | Eerste klasse  | 28         | 0          | 4     | 0     | —      | —      | 32     | 0      |
| 2014/15 | OGC Nice        | Ligue 1        | 1          | 0          | 0     | 0     | —      | —      | 1      | 0      |
| 2015/16 | RC Lens         | Ligue 2        | 20         | 0          | 2     | 0     | —      | —      | 22     | 0      |
| 2016/17 | N.E.C.          | Eredivisie     | 34         | 0          | 1     | 0     | 4      | 0      | 39     | 0      |
| 2017/18 | N.E.C.          | Eerste divisie | 32         | 0          | 2     | 0     | 0      | 0      | 34     | 0      |
| 2018/19 | Feyenoord       | Eredivisie     | 2          | 0          | 0     | 0     | 0      | 0      | 2      | 0      |
| 2019/20 | Orlando Pirates | PSL            | 3          | 0          | 1     | 0     | 0      | 0      | 4      | 0      |
| 2021/22 | KV Kortrijk     | Eerste klasse  | 1          | 0          | 3     | 0     | 0      | 0      | 4      | 0      |
| 2022/23 | KV Kortrijk     | Eerste klasse  | 0          | 0          | 0     | 0     | 0      | 0      | 0      | 0      |
| Totaal  | Totaal          | Totaal         | 173        | 0          | 18    | 0     | 4      | 0      | 195    | 0      |

Bijgewerkt op 6 maart 2024.

## Interlandcarrière
Delle kwam uit voor diverse Franse jeugdelftallen. Hij speelde onder meer acht wedstrijden voor Frankrijk -21.